# Sugimura Jihei
Sugimura Jihei (japanisch 杉村 治兵衛; aktiv zwischen 1681 und 1703) war ein japanischer Ukiyoe-Künstler.

## Leben und Wirken
Sugimura Jihei war der bemerkenswerteste unter den Nachfolgern des Hishikawa Moronobu. Er illustrierte mehr als 70 Romane und Bildbände, daneben auch eine Reihe von Shunga-Serien. Was die Shunga betrifft, so übertraf er mit seinem extravaganten, dekorativen Stil oft sogar Moronobu.
Seine Spitzenjahre trafen zeitlich zusammen mit der steigenden Popularität großformatiger Drucke. Unter den erhaltenen Drucken von ihm sind eine Reihe früher Meisterwerke in diesem Format. Nur wenige handgezeichnete Bilder (肉筆画, Nikuhitsu-ga) sind überliefert.
Anders als die anderen traditionell-japanischen Künstler signierte Sugimura mit seinem Vornamen oder auch gar nicht. Andererseits gibt es gelegentlich versteckte Signaturen im Bild selbst.
Sugimuras Drucke sind zum Teil handkoloriert. Mehrfarbendrucke gab es in Japan erst ab der Mitte des 18. Jahrhunderts.

## Drucke

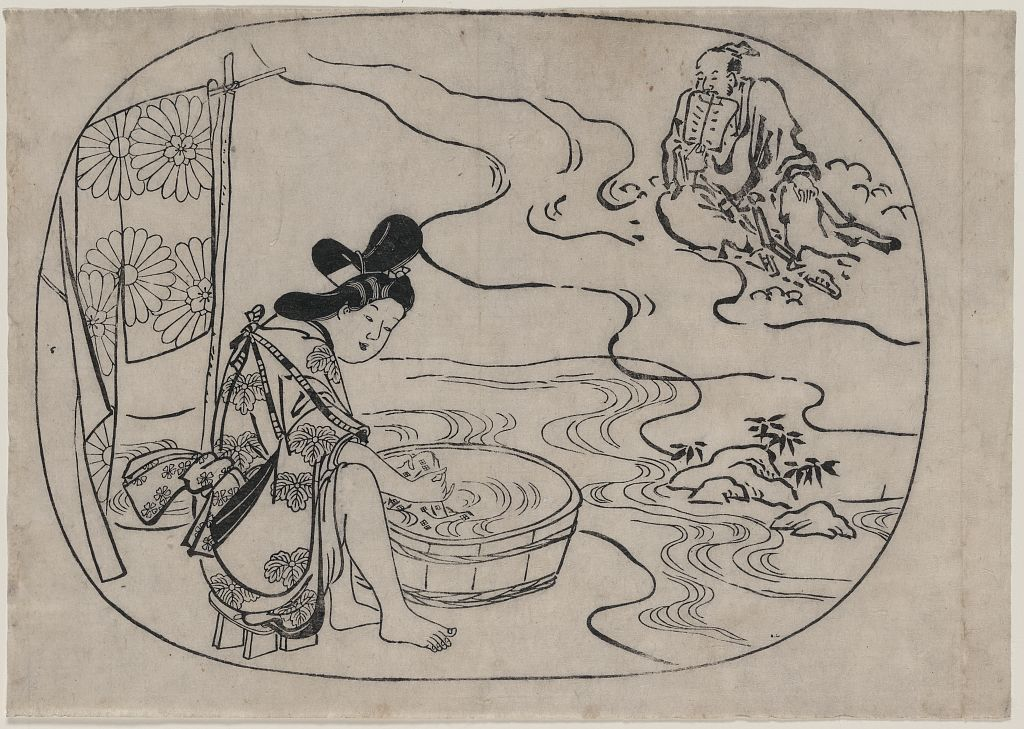
Einsiedler Kume[A 1]
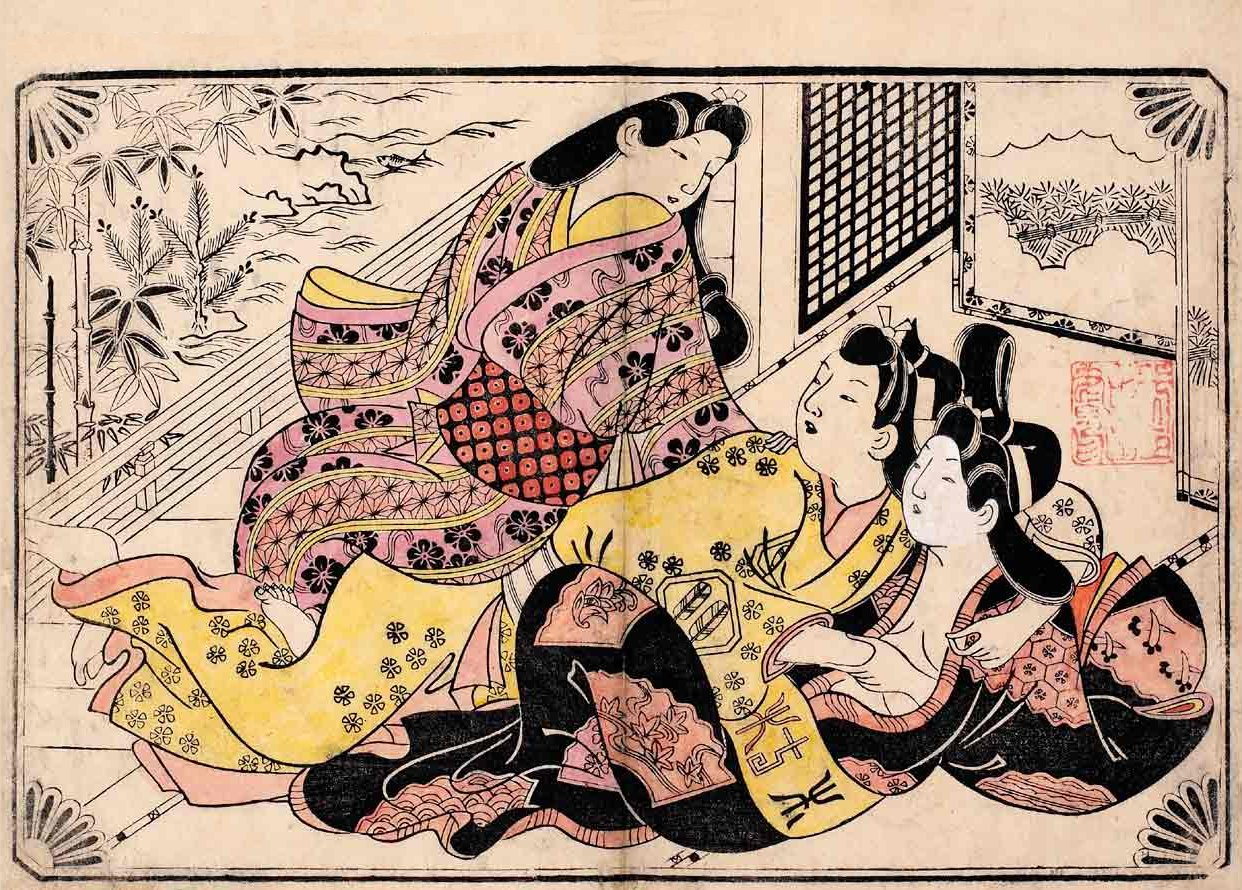
Drei Liebhabende
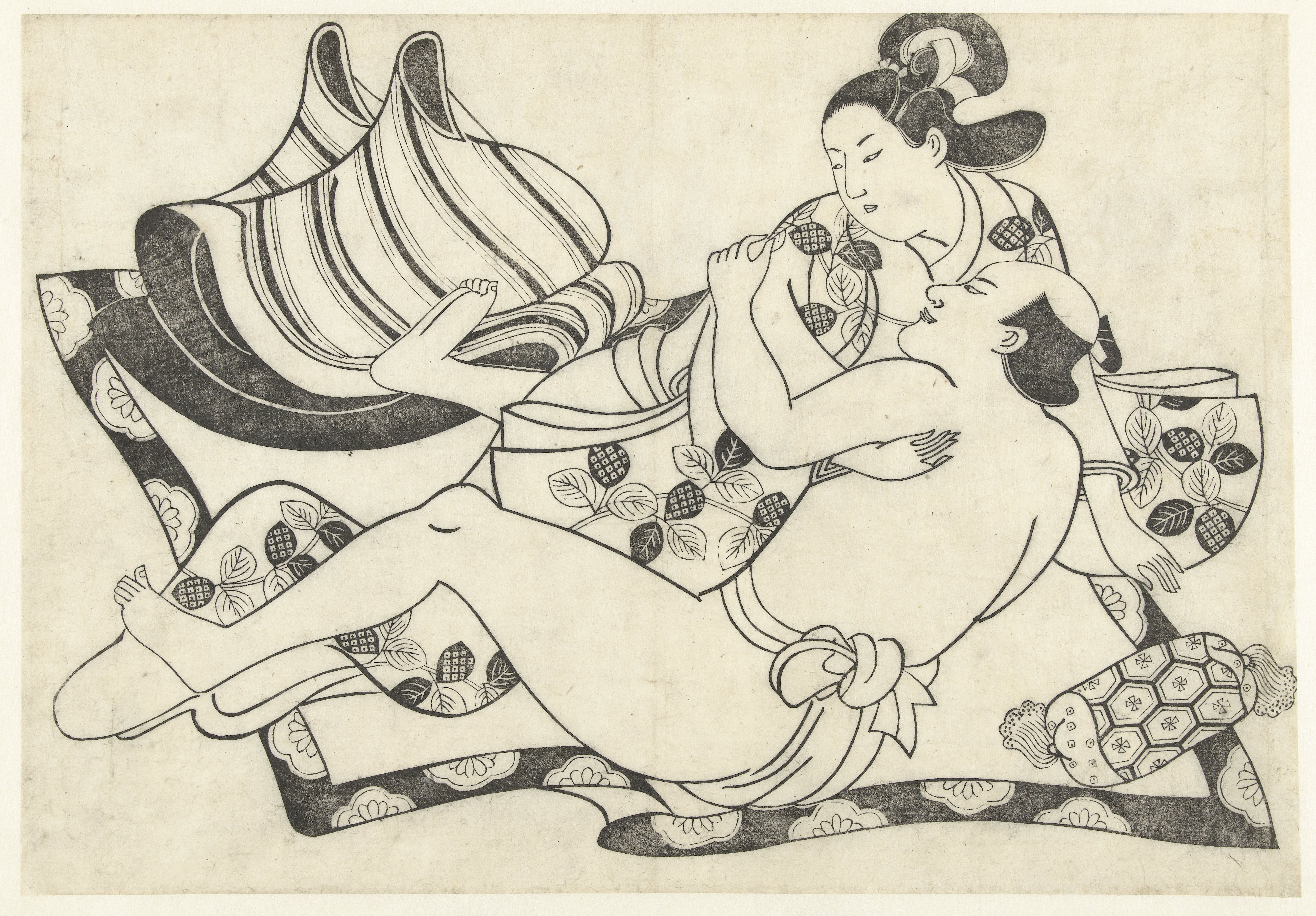
Liebespaar auf dem Teppich
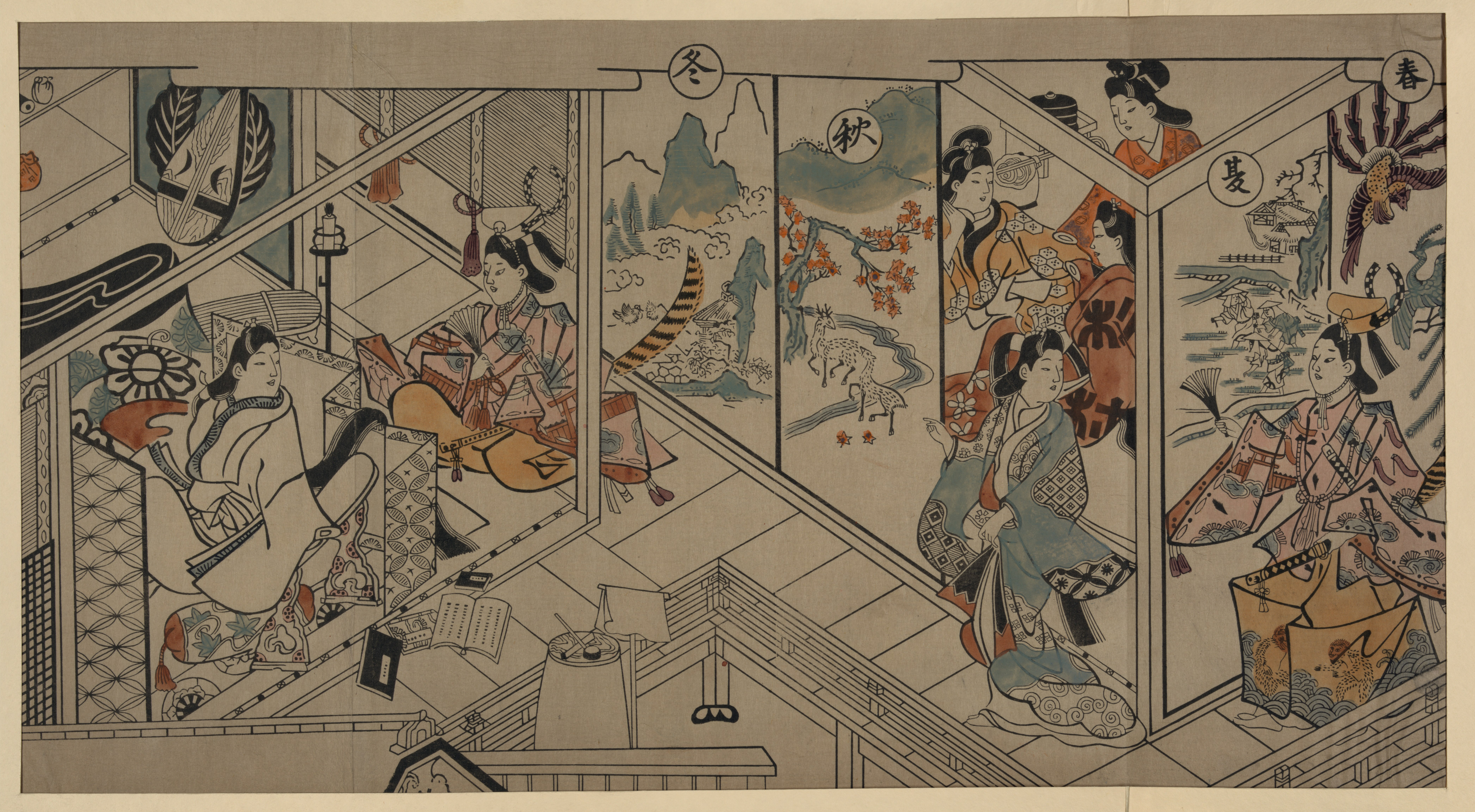
Eine Verlobungszeremonie
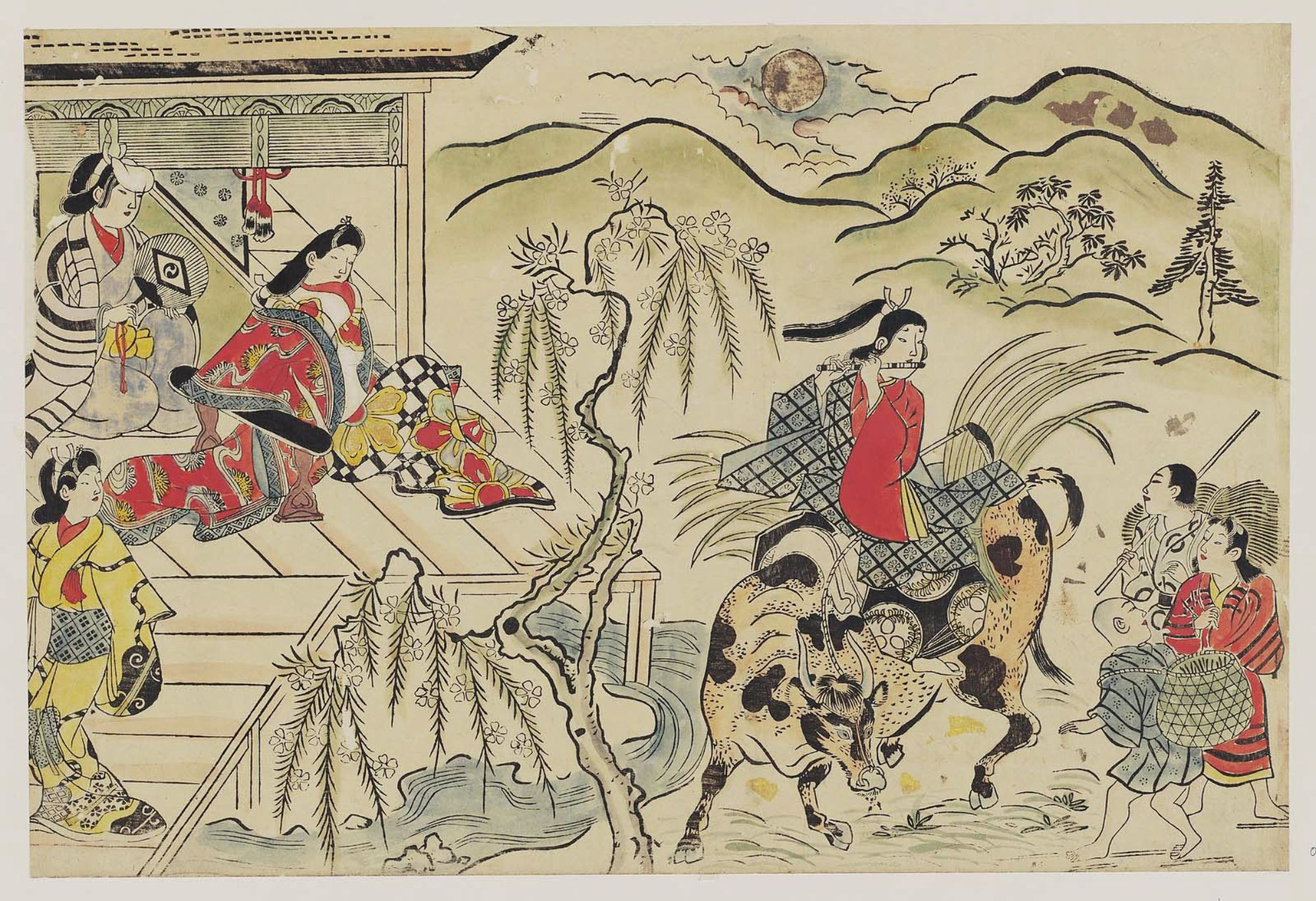
Herren-Ausritt